# آرسيلور ميتال
شركة آرسيلورـ ميتال هي أكبر شركة حديد وصلب في العالم نشأت بعد عملية دمج بين شركتي آرسيلور الأوروبية وميتال الهندية. الشركة منتشرة في أكثر من ستين بلدا ويعمل فيها 326000 شخص. يقع مقرها الرئيسي في لوكسمبورغ ويرأسها لاكشمي ميتال مؤسس شركة ميتال.